# Beth Galí

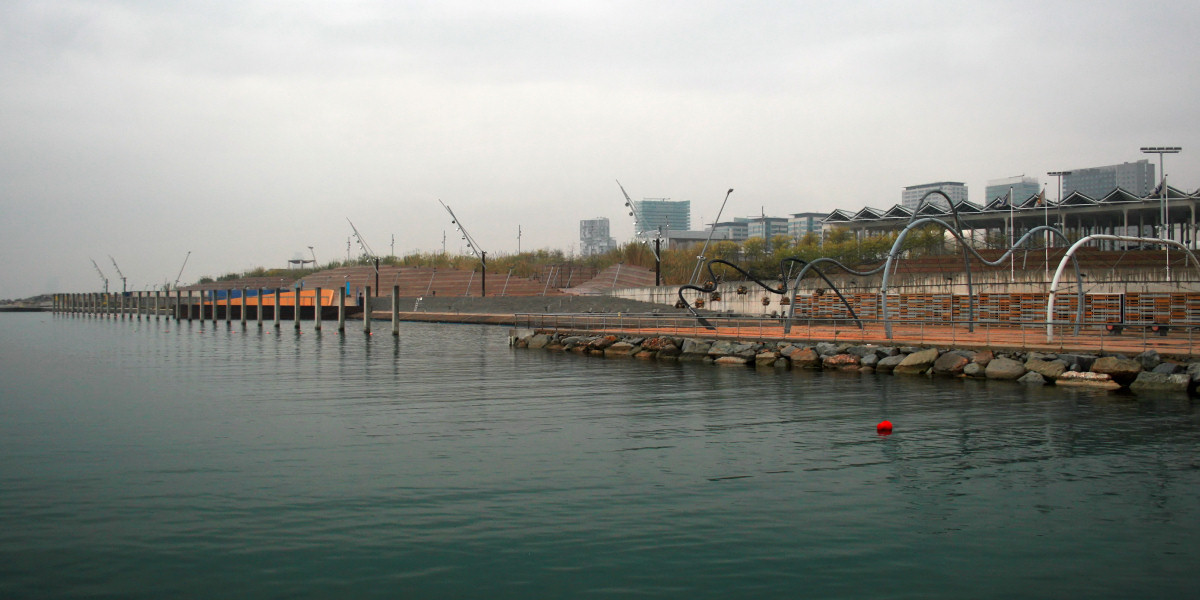
Beth Galí, Zona de baños, Forum, Barcelona

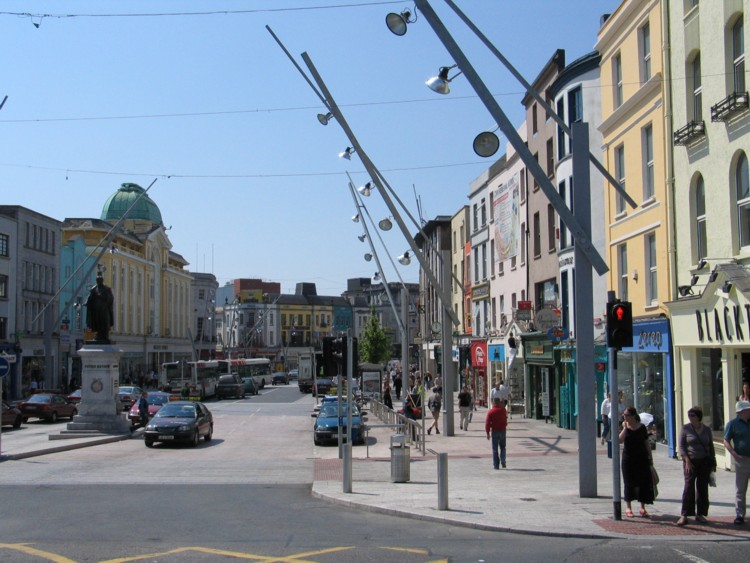
Beth Galí, Calle Patrick, Cork

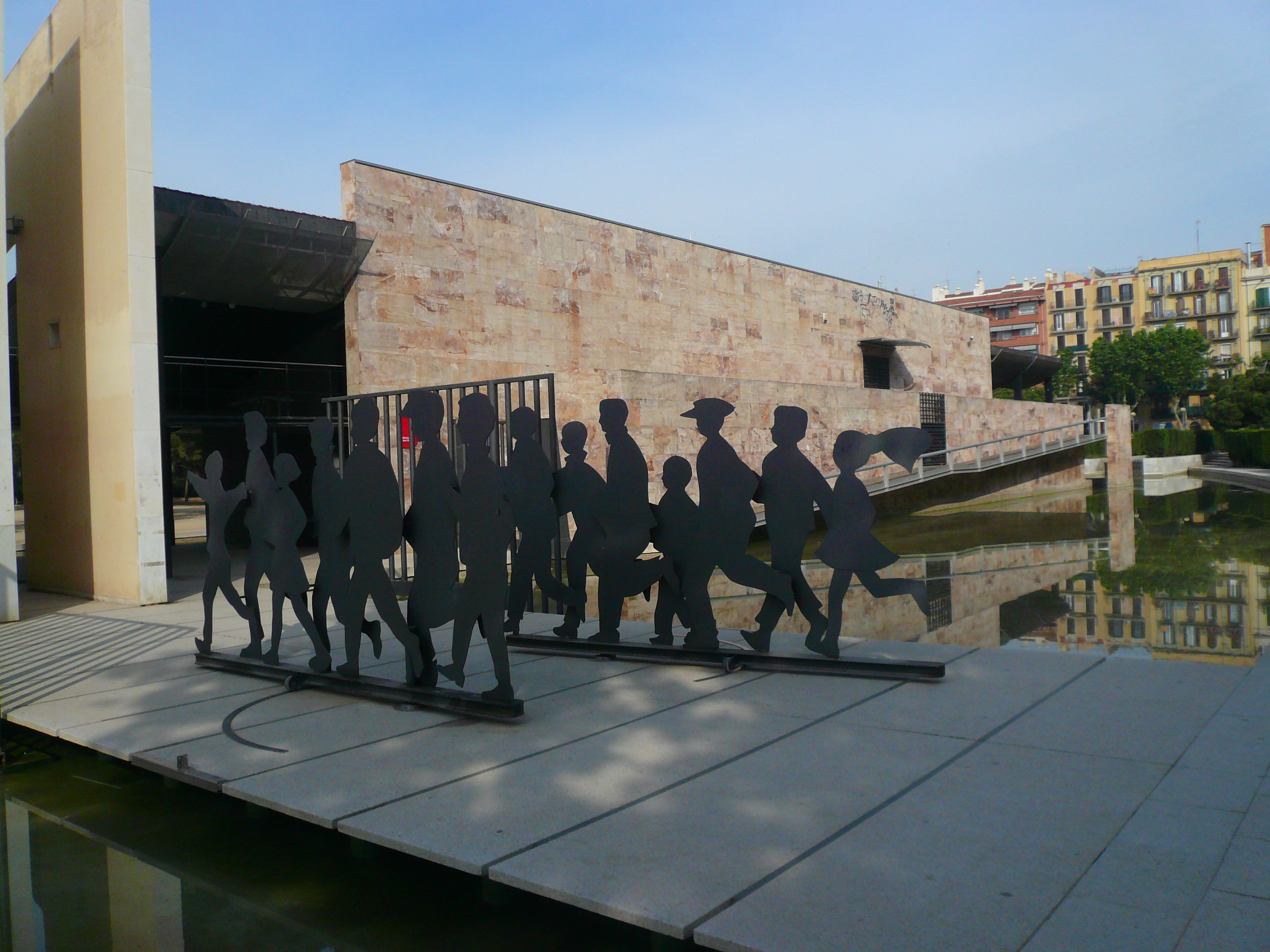
Beth Galí, Biblioteca Joan Miró, Barcelona

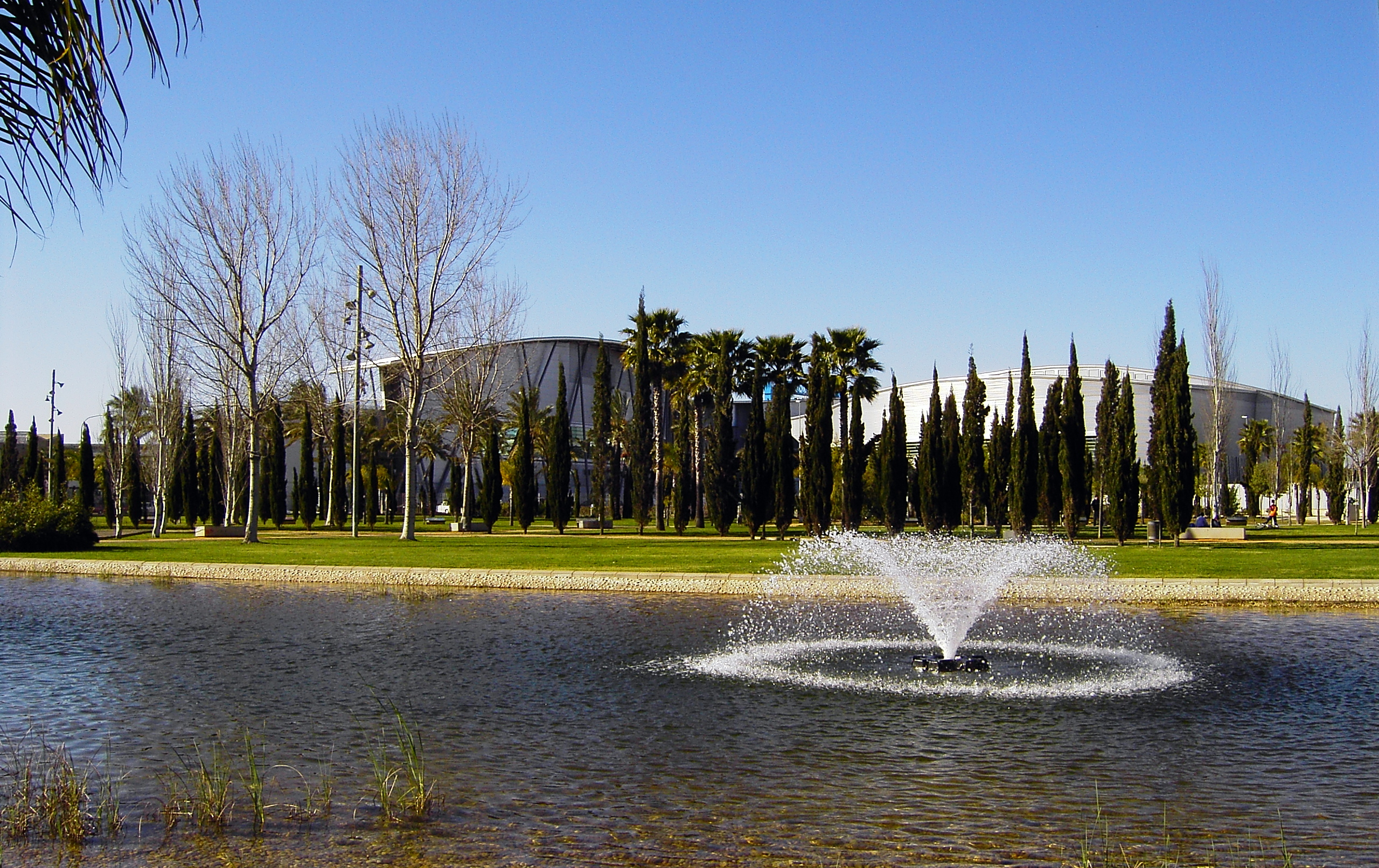
Beth Galí, Parque de Zafra, Huelva

Elisabeth Galí i Camprubí, más conocida como Beth Galí, (Barcelona, 1950) es una diseñadora, arquitecta y paisajista española.

## Formación
Estudió Diseño Industrial en la Escuela de Diseño Eina en Barcelona de 1966 a 1969. En 1982, se graduó de arquitecta de la Escuela de Arquitectura de Barcelona ETSAB a los 32 años. Galí fue alumna de Federico Correa en Eina y de Alfons Milá en la ETSAB, a quienes ella considera que fueron de gran inspiración para su vida profesional.

## Trayectoria
Entre 1982 y 1988 trabajó como arquitecta municipal para en el equipo de Elementos Urbanos y Proyectos en el Departamento de Urbanismo del Ayuntamiento de Barcelona, donde planeó espacios públicos, entre los cuales están el Parque de Joan Miró (1982-89) y la biblioteca (1990) con Màrius Quintana y Joan Antoni Solanas y el del Túnel de la Rovira, entre otros.
Desde 1988 a 1992 fue a Subdirectora del Instituto Municipal de Promoción Urbanística y los Juegos Olímpicos. (IMPU’92), fue encargada de las áreas olímpicas de Montjuic, la Diagonal y El Valle de Hebrón. Entre sus realizaciones de estos años están el monumento a Lluís Companys en el Fossar de la Pedrera, el parque y el Sot del Migdia (1988-92), la fachada y nuevo acceso al cementerio (1991-92) y el conjunto de nuevos accesos a la montaña (1991-92).
Galí es reconocida en todo el mundo por los proyectos en los que ha fomentado zonas peatonales como la mejor manera de vivir el espacio público. Sus proyectos más destacados incluyen el proyecto de remodelación de las calles Patrick y Grand Parade en Cork (Irlanda, 1999), el distrito histórico de Bolduque (Holanda, 1993-1998), Roermond (Holanda, 1995-1998), y Dublín ( Irlanda, 2002), o los espacios urbanos de Piet Smith en el muelle de Róterdam (Holanda, 1996), por la que diseñó el portabicicletas Bici Línea.
En España, Galí ha emprendido numerosos proyectos, como el parque de Zafra en Huelva (1994) y la zona de baño en el Fórum Universal de las Culturas 2004, ambos en Barcelona.
En diciembre de 2018 un juez de Barcelona falló que el Estado Catarí pirateó uno de sus diseños en una luminaria instalada en una de las avenidas principales de Doha cuya propiedad intelectual corresponde a la arquitecta. Galí presentó la demanda en 2012.

## Actividad académica
Galí desarrolla una intensiva actividad académica en diversos países: es profesora de Laboratorio de Urbanismo en la Escuela Técnica Superior de Arquitectura de Barcelona desde 1994 hasta 2004 y ha sido profesora invitada en universidades extranjeras, entre las que hay que destacar la Escuela de arquitectura de Lausana en Suiza, la de Delft en Holanda y la de Harvard en los Estados Unidos.

## Reconocimientos
Por su labor, ha sido merecedora de varios premios y nominaciones nacionales e internacionales por diversos proyectos de diseño urbano arquitectura, arquitectura del paisaje. En 1984 fue galardonada con el premio Delta de Plata ADI-FAD por su nuevo luminaria Lamparaalta. En 1999 recibió el premio nacional de urbanismo de Holanda y fue presidente del jurado de los premios FAD – Fostering Arts and Design Association, institución que presidió desde 2005 a 2009. En 2003 fue condecorada con la Orden de las Artes y las Letras del gobierno francés y en 2005 recibió la Creu de Sant Jordi.
Presidió el Fomento de las Artes Decorativas (FAD) de 2001 a 2009.

## Vida personal
Su abuelo fue Francesc Galí, reconocido pintor catalán, maestro y amigo de Joan Miró. Su pareja fue el arquitecto Oriol Bohigas.